# Митумба
Митумба (на английски: Mitumba Mountains) е планинска вулканична верига в Централна Африка, простираща се на около 1500 m в източната и югоизточната част на Демократична република Конго и разположена по западната периферия на Великата рифтова долина. Състои се от две обособени планински вериги, разделени от река Лукуга (десен приток на Луалаба).
- Северна Митумба е с дължина около 720 km е изградена от вулканични и древни кристалинни скали и е издигната по линия от разломи над грабените на езерата Едуард, Киву и северозападния бряг на езерото Танганика и реките Семлики (изтича от езерото Едуард и се влива в езерото Алберт), Ручуру (влива се от юг в езерото Едуард) и Рузизи (изтича от езерото Киву и се влива в езерото Танганика. На юг долината на река Лукуга я отделя от планината Южна Митумба, на север се свързва със сините планини, а на запад склоновете ѝ постепенно се понижават към котловината на река Конго. Максималната ѝ височина е угасналия вулкан Кахузи 3308 m, издигащ се югозападно от езерото Киву. Северните ѝ части се явяват вододел между водосборните басейни на реките Конго и Нил. На запад от планината се спускат десните притоци на Конго – Луама, Елила, Улинди, Лова, Маико и др. западните склонове на планината са покрити с влажни тропични гори, а източните от планински савани.[1]

- Южна Митумба е с дължина около 750 km и се простира от североизток (долината на река Лукуга)на югозапад (изворите на река Луалаба). Планинската верига на изток е издигната по линия от разломи и загражда от изток грабенът Упемба и горното течение на Луалаба. Разделена е на три части от проломите на реките Ловуа и Луфира, десни притоци на Луалаба. Северната част е най-ниска (до 1500 m), средната е най-висока (до 1889 m), а в южната е разположено платото Маника (1697 m). Изградена е предимно от древни кристалинни скали и е покрит със савани. Планината Митумба е богата на минерални находища, включително злато, калай, уран, сребро, цинк, мед и др.[1]